# Manfred Sakel
Manfred Sakel (Nadvirna, 6 giugno 1900 – New York, 2 dicembre 1957) è stato un neurologo ucraino.

## Biografia
Manfred Sakel nacque in una famiglia ebrea, il 6 giugno 1900 nell'attuale cittadina di Nadvorna, nell'allora Impero Austro Ungarico (oggi Ucraina).
A 19 anni, si iscrisse alla facoltà di Medicina e Chirurgia all'Università di Vienna terminando gli studi nel 1925 e specializzandosi poi in neurologia e neuropsichiatria. Nel 1927 iniziò a lavorare come medico presso la clinica neurologica Kurt Mendel del sobborgo Lichterfelde di Berlino, allora conosciuta come "Sanatorio del dottor Goldstein" e specializzata nel trattamento di disturbi dovuti all'assuefazione e di gravi malattie psichiatriche.
Nel 1930 Sakel scrisse il suo primo articolo, pubblicato sul Zeitschrift für die gesamte Neurologie und Psychiatrie, dove descriveva le modalità di somministrazione dell'insulina a soggetti affetti da tossicodipendenza, senza però accennare al coma che essa stessa induceva e ai suoi possibili riscontri terapeutici..
Ammise solamente che alcuni pazienti sperimentavano uno shock ipoglicemico, senza alcun riferimento al fatto che fosse stato deliberatamente indotto.
Nel 1933 tornò a Vienna e divenne ricercatore presso la Clinica Neuropsichiatrica dell'università dove si era laureato, ed insieme al Dottor Hans Hoff, iniziò a sperimentare shock ipoglicemici su pazienti affetti da schizofrenia. Quando i risultati furono confortanti, i due medici informarono il direttore della clinica Otto Poetzl, che agevolò notevolmente il Dottor Sakel nel suo intento. Così nell'ottobre del 1933, in collaborazione con Karl Dussik e Christine Palisa, Sakel diede ufficialmente inizio al suo programma di ricerca sulla terapia del coma insulinico.
Nel 1936, tre anni dopo che il Partito Nazionalsocialista Tedesco dei Lavoratori salì al potere nel paese, fu però costretto ad emigrare negli Stati Uniti, dove divenne ricercatore presso l'Hallem Valley State Hospital.
Tanto più però l'ICT (Insuline Coma Therapy) otteneva consensi, quanto più il comportamento del suo scopritore diveniva ossessivo e megalomane, sfociando in vere e proprie crisi depressive durante le quali vedeva l'esistenza di forze oscure che ostacolavano la sua possibilità di ottenere il premio Nobel per assegnarlo al suo storico rivale Ladislas Meduna. Sakel, di origine ebraica, si sentiva infatti perseguitato delle ideologie di stampo antisemita che si stavano diffondendo ed inoltre nel 1933, venne aggressivamente e pubblicamente criticato in un'edizione del Wiener Medizinische Wochenschrift dal direttore dell'ospedale psichiatrico viennese "Am Steinhof" Josef Berze, che sosteneva la completa inutilità e dannosità del trattamento insulinico della schizofrenia.
La sua malattia psichiatrica, diagnosticata ormai come depressione e disturbi della personalità, andò progressivamente peggiorando nel corso degli anni e nel 1950, durante un intervento al primo Congresso mondiale di psichiatria di Parigi accusò pubblicamente Meduna di essersi appropriato delle sue teorie psichiatriche.
Sakel continuò ad esercitare la sua professione di medico e ricercatore negli Stati Uniti, dove morì il 2 dicembre 1957 a New York City.

## Attività medica
Come racconterà anni dopo il suo allievo Heinz Lehmann, "fu proprio a Lichterfelde che Sakel iniziò a trattare tossicodipendenti con iniezioni di insulina, nel tentativo di migliorare i sintomi provocati dall'astinenza. Uno di questi giovani, ulteriormente affetto da schizofrenia, cadde in un coma ipoglicemico in seguito ad un eccesso di somministrazione di insulina, costringendo Sakel e risvegliarlo con immediate iniezioni di glucosio. La cosa stupefacente fu che al suo risveglio, il paziente mostrava un miglioramento delle condizioni mentali."
Sakel racconterà anni dopo al medico e amico William Karliner, che i pazienti trattati nel 1927 a Berlino ebbero, durante le somministrazioni di insulina, episodi di leggere convulsioni. Infatti, anche se l'intento era stato quello di sedarli, essi mostrarono miglioramenti dopo il termine del trattamento.
Dopo tale esperienza Sakel, avendo avuto l'intuizione di essere su una giusta via di ricerca, tentò di convincere il capo del dipartimento di 
psichiatria dell'Università di Berlino, Karl Bonhoeffer, a concedere il permesso di trasportare i malati all'Ospedale universitario della Charité. Questo progetto non fu però realizzato a causa di una protesta degli altri medici presenti nella struttura, che così bloccarono il lavoro di ricerca intrapreso.
Nel 1930 Sakel riuscì comunque a pubblicare un articolo significativo sul berlinese Klinische Wochenschrift con il titolo "Un nuovo trattamento per la dipendenza da morfina", che descriveva le modalità di somministrazione dell'insulina, senza però accennare al coma che essa stessa induceva..
La sua fama si accrebbe in maniera estremamente rapida, e al termine del primo anno di attività Sakel aveva ben diciassette pazienti in cura con la terapia del coma insulinico. Sulla base di una nuova serie di dati raccolti poté così pubblicare sul Wiener Medizinische Wochenschrift, tredici articoli a partire dal novembre del 1934.

### Primo caso di applicazione dell'ICT
Sakel iniziò ufficialmente gli studi sulla terapia del coma insulinico nel 1933, durante la sua attività di ricercatore presso la clinica psichiatrica dell'Università di Vienna, quando venne ricoverato un uomo di quarantasei anni con comportamenti insoliti ed evidenti sintomi di paranoia.
Sakel iniziò la somministrazione di 45 unità di insulina senza però ottenere alcun tipo di risultato.
Il giorno successivo fin dalla mattina aumentò il dosaggio, portandolo così a tre iniezioni ognuna da 40 unità, ottenendo che il paziente si calmasse notevolmente. Entro mezzogiorno all'uomo erano state somministrate complessivamente 50 unità di insulina, provocandogli così uno shock ipoglicemico: l'insulina infatti induce fegato e muscoli a ridurre drasticamente il livello di glucosio nel sangue, privandone anche il cervello, che di conseguenza va in coma.
Dopo questo primo coma indotto, il paziente si svegliò pienamente cosciente e consapevole del suo passato più prossimo, anche se questa situazione di normalità fu di breve durata e l'uomo cadde di nuovo nella malattia.
Il trattamento di insulina fu portato avanti in questo modo per più di tre settimane al termine delle quali sembrò che il paziente avesse subito una completa amnesia; Sakel e i suoi collaboratori dovettero infatti aspettare più di un'ora prima di poter constatare il ritorno completo della memoria del paziente. Nei giorni successivi la terapia del coma insulinico venne portata dunque a termine e il paziente venne giudicato assolutamente normale sotto ogni punto di vista.
Queste somministrazioni continuarono poi su altri pazienti presenti all'interno della clinica, portandoli aggressivamente in una serie di coma profondi e provocando spesso forti convulsioni, che erano probabilmente l'elemento fondamentale della cura stessa.
Tali scoperte rivoluzionarono in maniera profonda il mondo delle cure psichiatriche, portando per la prima volta un barlume di speranza per coloro affetti da schizofrenia, e altre patologie maniaco-depressive.

### Metodo terapeutico
Il metodo messo a punto dal Dottor Sakel (successivamente denominato anche "terapia da shock da insulina") era strutturato in quattro fasi:
1. Per circa due settimane, da gestire in relazione alla risposta del paziente, venivano somministrate crescenti dosi di insulina con iniezioni sottocutanee (solitamente 100–150 unità (1 unità = 34.7 μg, occasionalmente anche 450 unità), fino all'induzione di uno shock e di uno stato comatoso.
2. Mantenimento dello stato di coma per più giorni, durante i quali le condizioni del paziente dovevano essere attentamente e costantemente monitorate. Era questo infatti il passaggio più pericoloso, se il battito cardiaco del malato scendeva sotto i 35 battiti al minuto (in condizioni normali se ne hanno circa 70), il rischio era l'insorgere di una crisi epilettica con fortissime convulsioni che potevano condurre alla morte.
3. Dopo diversi giorni di coma, il paziente veniva lasciato riposare per un tempo che andava dall'uno ai tre giorni.
4. Infine il paziente, attraverso un processo di graduale diminuzione delle dosi di insulina, veniva riportato allo stato iniziale.

Lo stesso Sakel riassumendo il concetto fondamentale della sua terapia affermò:

## Nomine al Premio Nobel
Manfred Sakel venne nominato per la prima volta al Premio Nobel in Fisiologia e Medicina nel 1938 per il lavoro svolto sul trattamento della schizofrenia con l'insulina. Successivamente ricevette altre cinque nomine fino al 1953. Di queste, in tre episodi, era presente tra gli altri candidati anche lo storico rivale Ladislas Meduna.